# Dedicated to the One I Love
Dedicated to the One I Love je drugi EP skupine Kameleoni. Album je bil izdan leta 1967 pri založbi Jugoton iz Zagreba. Album vsebuje 4 pesmi, od tega dve priredbi (»Dedicated to the One I Love« in »Too Much on My Mind«) in dve avtorski skladbi (»Story of My Brown Friend« in »Gdje si, ljubavi«).

## Seznam skladb
| A stran | A stran                                                    | A stran |
| Št.     | Naslov                                                     | Dolžina |
| ------- | ---------------------------------------------------------- | ------- |
| 1.      | „Dedicated to the One I Love‟ (Lowman Pauling/Ralph Bass)  | 2:58    |
| 2.      | „Story of My Brown Friend‟ (Danilo Kocjančič, Vanja Valič) | 2:05    |

| B stran | B stran                                                            | B stran |
| Št.     | Naslov                                                             | Dolžina |
| ------- | ------------------------------------------------------------------ | ------- |
| 1.      | „Gdje si, ljubavi‟ (Marijan Maliković, Tulio Furlanič/Vanja Valič) | 2:19    |
| 2.      | „Too Much on My Mind‟ (Ray Davies)                                 | 3:47    |

## Zasedba
- Danilo Kocjančič – ritem kitara, vokal
- Tulio Furlanič – bobni, vokal
- Marjan Malikovič – solo kitara, vokal
- Jadran Ogrin – bas, vokal
- Vanja Valič – klaviature, vokal